# Мунши, Хилал
Хилал Мунши (азерб. Hilal Münşi, нем. Hilal Munschi), полное имя Хилал Мешади Мирза Мухаммед оглы Муншизаде (азерб. Hilal Məşədi Mirzə Məhəmməd oğlu Münşizadə; 24 апреля 1899, Шуша, Шушинский уезд, Елизаветпольская губерния, Российская империя — 22 августа 1994, Бад-Хоннеф, Северный Рейн-Вестфалия, Германия) — азербайджанский горный инженер, публицист, один из студентов Азербайджанской Демократической Республики, направленных за границу для учёбы и член азербайджанской эмиграции в Германии.

## Биография
Хилал Мунши родился 24 апреля 1899 году в Шуше. Является родственником поэта, Юсиф Везира Чеменземенли. В 1918 году окончил Шушинское реальное училище. Некоторое время работал в канцелярии министерства сельского хозяйства и государственной собственности Азербайджанской Демократической Республики. В 1919 году он был одним из студентов направленных правительством АДР на учёбу за границу. В 1920 году Хилал отправился в Германию для того, чтобы получить образование горного инженера в Берлинском Университете. Но после оккупации Азербайджанской Демократической Республики, он решает не возвращаться обратно и жить в эмиграции. 

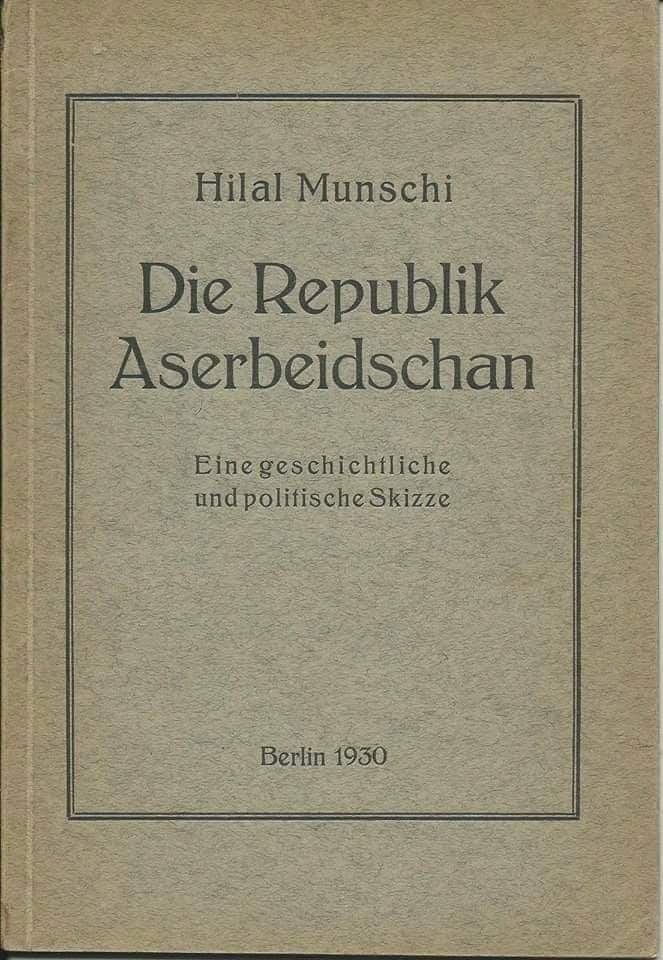
Обложка книги Хилала Мунши «Азербайджанская Республика» на немецком языке

В 1924 году Хилал Мунши вступает в «Комитет независимости Азербайджана», созданный азербайджанской эмиграцией Германии. С 1928 года он вёл организационную работу по решению руководящих органов азербайджанской эмиграции, партии «Мусават» в Германии, став председателем Комитета независимости Азербайджана в Германии. С 1930 года работал техническим редактором сначала газеты «İstiqlal» («Независимость»), а с 1934 года «Qurtuluş» («Спасение»). Также устанавливал связи с общественными кругами и прессой. В 1930 году опубликовал первую немецкоязычную историю Азербайджана «Die Republik Aserbeidschan» («Азербайджанская республика»). После прихода к власти национал-социалистов эксперт по Кавказу и Ближнему Востоку в разных учреждениях Министерства народного просвещения и пропаганды: сотрудник в отделении прессы Антикоминтерна (1935—1936), доцент в Имперской школе прессы (1937—1939). C 1936 года член «Дивана» (Центрального Комитета), руководящего органа партии «Мусават». С октября 1939 года по февраль 1945 года ответственный редактор турецкой службы Имперского радиовещания и переводчик в МИДе. Во время Второй Мировой войны вместе с Мамед Эмином Расулзаде создаёт в Берлине Азербайджанский национальный комитет и борется за восстановление независимости Азербайджана. 

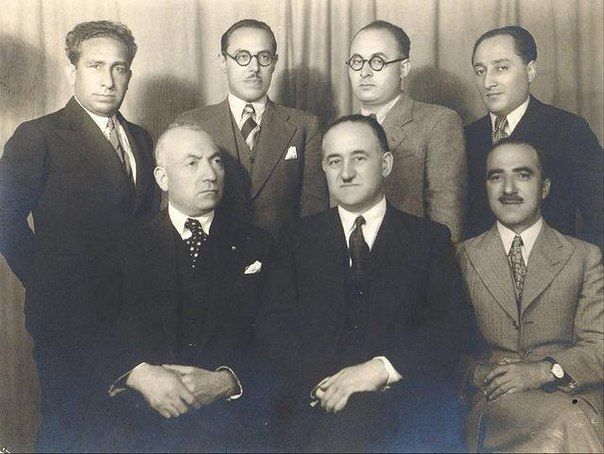
Азербайджанские политические эмигранты, 1930-е годы. Стоят (слева направо): Мирзабала Мамедзаде, Керим Одер, Али Азертекин, Хилал Мунши. Сидят: Аббаскули Кязимзаде, Мамед Эмин Расулзаде, Хосров Султанзаде

В феврале 1945 году сбежал из Берлина в Констанц, приняв псевдоним Мехмет Лутфи Субатай, чтобы избежать высылки в СССР. В 1948—1949 гг. создал и возглавлял азербайджанскую группу, работающую вместе с другими советскими эмигрантами над вопросами национальных меньшинств в СССР для разведки Великобритании. В 1950 году стал гражданином ФРГ. В 1951—1969 гг. переводчик в западногерманских представительствах в Турции. Умер 22 августа 1994 года в Бад-Хоннефе.
Халил Мунши написал статью «Великий азербайджанец» об Алимардан-беке-Топчибашеве. После смерти композитора Узеира Гаджибекова, он отправил письмо с соболезнованием брату композитора —  Джейхуну Гаджибейли, где отмечал большую роль его брата в азербайджанской музыке. Так как Халил Мунши жил в Германии, то он подробнее описывал всё в стране, в своей статье «Праздник в Германии» он описывал период Третьего Рейха. Несколько раз виделся с Лео Нуссимбаумом и обвинял его во лжи.